# Perfuzní scintigrafie myokardu

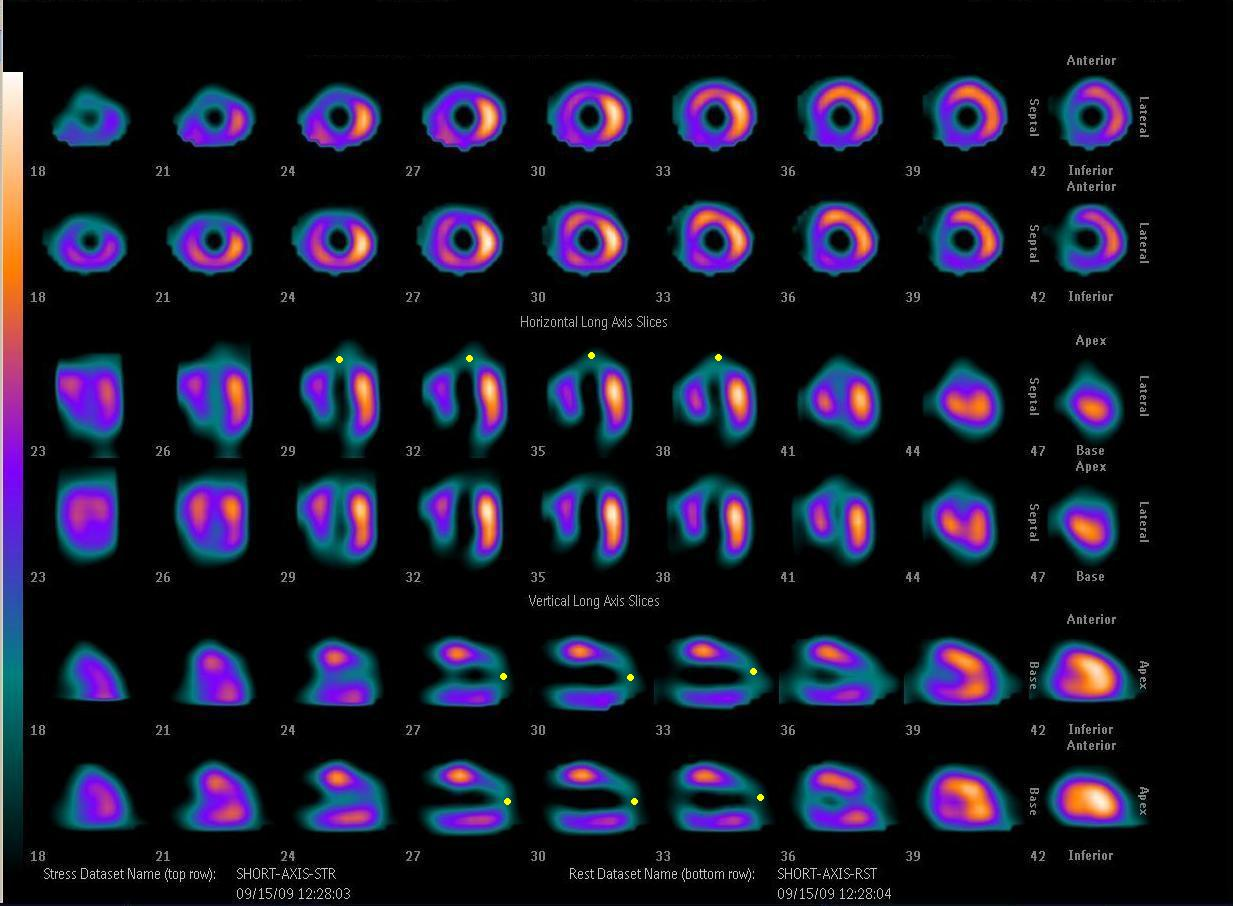
Nekróza myokardu v antero-apikální části. Nekróza je označena žlutou tečkou.

Metoda Perfuzní scintigrafie myokardu sleduje akumulaci radiofarmaka ve tkáni, která je tím vyšší, čím lépe je sledovaná oblast prokrvená. Zaměřujeme se především na svalovinu levé komory. Je nejčastějším kardiologickým vyšetřením v oblasti nukleární medicíny.
Vyšetření lze provést v klidu i při zátěži, jak fyzické, tak farmakologické (vazodilatancia, sympatomimetika). Ke sledování a vyhodnocení výsledku se používá častěji SPECT, planární scintigrafie je také možná, i když má menší prostorovou přesnost.

## Indikace
Ke sledování rozsahu průtoku krve myokardem jsou nejčastěji indikováni pacienti s podezřením na akutní koronární syndrom a chronickou ischemickou chorobu srdeční. Perfuzní scintigrafie myokardu se významně podílí na sestavení prognózy a další sledování stavu myokardu při a po léčbě.

## Radiofarmaka
Využívají se radiofarmaka s velkou afinitou ke strukturám myokardu. 99mTc-MIBI (methoxyisobutylisonitril) se váže se na mitochondrie, kterých je v myokardu velmi mnoho.
201thalium − kationt, velmi podobný draslíku, lze sledovat jednak jeho první průchod, jednak (po 24 hodinách) celkovou distribuci draslíku (resp. funkční Na/K-ATPázy) v myokardu. Ischemické oblast vykazují pomalejší vychytávání (pomalý wash-in) a déle si udržují nastřádané radiofarmakum (pomalý wash-out).

## Provedení a výstup
Po podání radiofarmaka sledujeme jeho akumulaci v srdci. K tomu lze použít tzv. hradlovanou (gated) scintigrafii, která spolupracuje s EKG, záznam probíhá stejně jako u hradlované ventrikulografie (viz Radionuklidová vyšetření srdce). Stejně lze provádět i EKG gated SPECT, která má lepší výpovědní hodnotu. Z EKG gated SPECT můžeme získat jednotlivé řezy srdcem ve třech rovinách a 3D rekonstrukci. Tento výstup je výborný pro sledování uložení léze v prostoru. Polární mapy skládají 3D obraz do dvourozměrného „půdorysu“ myokardem, jako bychom se dívali na srdce od apexu. Tomuto výstupu se někdy říká bull's eye. Nekróza se pak projeví výpadkem v určité části kruhu. Toto zobrazení se většinou doplňuje náznakem průběhu koronárních tepen a tím se zjišťuje, v povodí které tepny došlo k ischemii.
Ve spolupráci s výpočetní technikou lze vypočítat aktivitu radiofarmaka v krvi a tím přibližně určit objem protékající krve jednotlivými částmi. Lze také objektivně porovnávat výsledky v klidu a při zátěži.